# Jonathan Milan
Pour les articles homonymes, voir Milan (homonymie).
Jonathan Milan, né le 1er octobre 2000 à Tolmezzo, est un coureur cycliste italien. Il pratique le cyclisme sur piste et sur route. 
En 2021, il est champion olympique et champion du monde de poursuite par équipes. Il est également champion du monde de poursuite en 2024 et triple champion d'Europe sur piste. Sur route, il a remporté le classement par points du Tour d'Italie en 2023 et 2024, ainsi que celui du Tour de France en 2025.

## Biographie

### Débuts cyclistes et carrière chez les amateurs
Jonathan Milan grandit à Buja dans le nord-est de l'Italie, le Frioul, où ses parents dirigent une entreprise de blanchisserie et de vêtements. Son père, Flavio, était également professionnel dans les années 1990. À l'âge de quatre ans, Jonathan Milan commence par le VTT en explorant son environnement natal. Par la suite, il pratique également de la natation, du karaté et du judo jusqu'à ce qu'il se concentre uniquement sur le cyclisme. Parallèlement au sport, il suit une formation de graphiste publicitaire. Il mesure 1,94 mètre et chausse du 46, c'est pourquoi un site de cyclisme italien l'a surnommé il Gigante di Buja. Son frère Matteo est également cycliste. 
En 2017, il prend part à ses premières courses UCI juniors (moins de 19 ans). En 2018, il remporte une étape du Giro del Nordest d'Italia. C'est sur les vélodromes qu'il se révèle. En 2019, il participe aux championnats d'Europe sur piste espoirs. Il est cinquième de la poursuite individuelle et quatrième de la poursuite par équipes. Lors des championnats d'Europe élites de la même année, il se classe dixième de la poursuite individuelle. Aux mondiaux sur piste 2020 à Berlin, il remporte la médaille de bronze en poursuite par équipes avec Simone Consonni, Filippo Ganna, Francesco Lamon et Michele Scartezzini. Dans le tournoi de poursuite individuelle, il s'incline dans la petite finale face à Corentin Ermenault et prend la quatrième place.

### Carrière professionnelle

#### 2021-2023: Bahrain Victorius

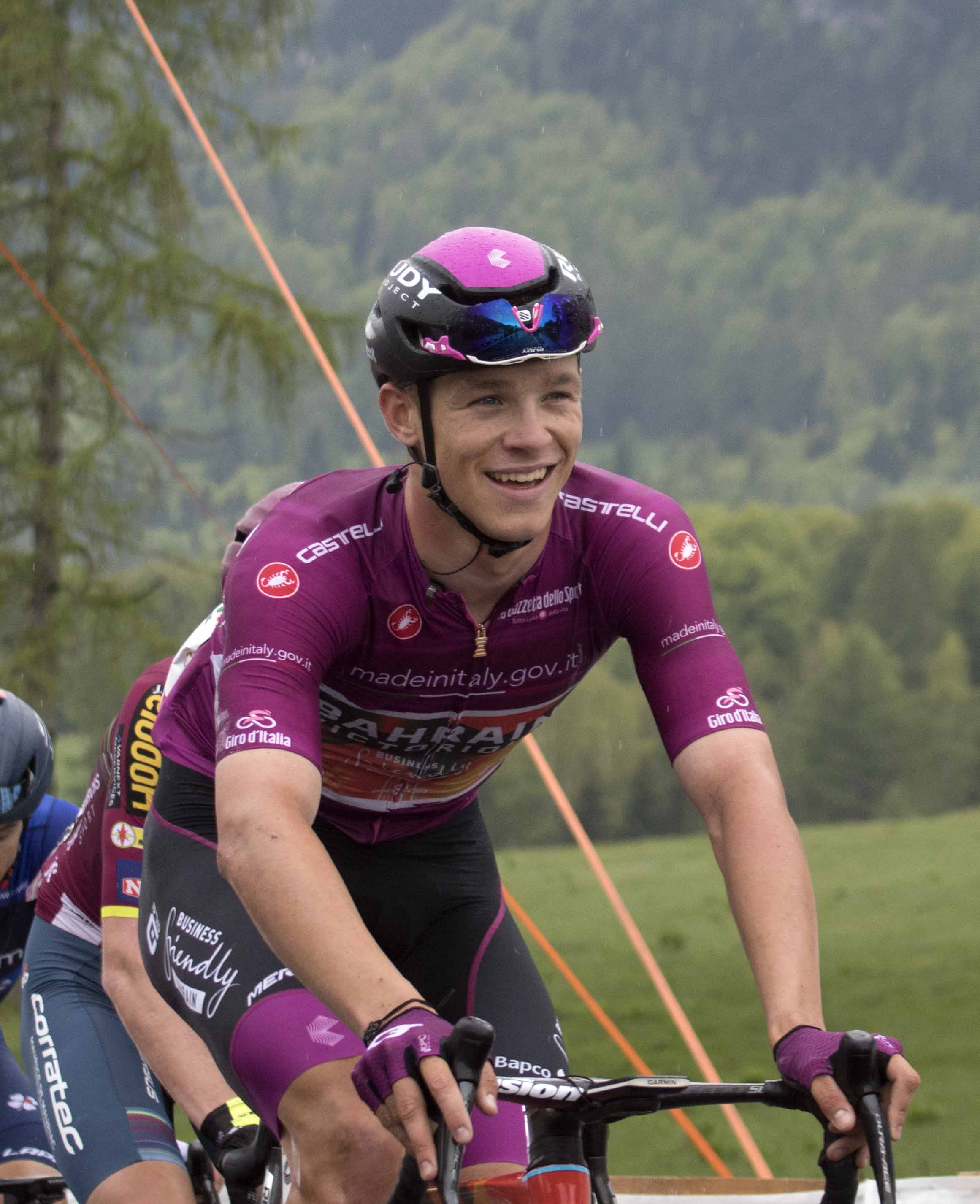
Jonathan Milan avec le maillot cyclamen sur le Tour d'Italie 2023.

En 2021, il signe un contrat professionnel avec l'UCI WorldTeam Bahrain Victorious. Lors de cette même année, il devient champion olympique poursuite par équipes, en battant le record du monde avec Filippo Ganna, Francesco Lamon et Simone Consonni. En octobre, il devient champion d'Europe de poursuite et décroche ainsi son premier titre international individuel. Aux mondiaux de Roubaix, Milan, Ganna, Lamon, Consonni et Liam Bertazzo deviennent champions du monde de poursuite par équipes. Milan est également vice-champion du monde de poursuite, battu en finale par Ashton Lambie. 
En septembre 2022, il remporte au sprint les deux premières étapes du Tour de Croatie, signant ses premières victoires professionnelles sur route,. Ses premiers succès agissent comme un déclic, puisque lors de la saison 2023, il décroche quatre succès, dont la deuxième étape ainsi que le classement par points du Tour d'Italie.

#### Depuis 2024: Lidl-Trek
En 2024, Jonathan Milan est recruté par la formation américaine Lidl-Trek, avec un contrat de trois saisons. Dès le début de la saison 2024, l'Italien affiche ses ambitions sur les classiques flandriennes, malgré la présence de Mads Pedersen à ses côtés. Il remporte une étape du Tour de la Communauté valencienne et deux étapes de Tirreno-Adriatico, face notamment à Jasper Philipsen. Milan s'illustre lors de Gand-Wevelgem où il fait partie du groupe de tête avec son coéquipier et leader, Pedersen, vainqueur de l'épreuve, tandis que lui se classe cinquième. Lors du Tour d'Italie, il se montre être l'un des coureurs les plus rapides du peloton en gagnant trois étapes et en remportant le classement par points pour la deuxième année consécutive. Aux Jeux olympiques de 2024 à Paris, il remporte la médaille de bronze sur la poursuite par équipes. À la fin de la saison, il gagne trois étapes et le classement par points du Tour d'Allemagne, avant de remporter également deux étapes du Renewi Tour. Le 18 octobre 2024, lors de la finale de la poursuite individuelle des championnats du monde sur piste, il devient champion du monde en améliorant le record du monde de la discipline, détenu depuis quelques heures par son adversaire Josh Charlton, en parcourant les 4000 mètres en 3 min 59 s 153.

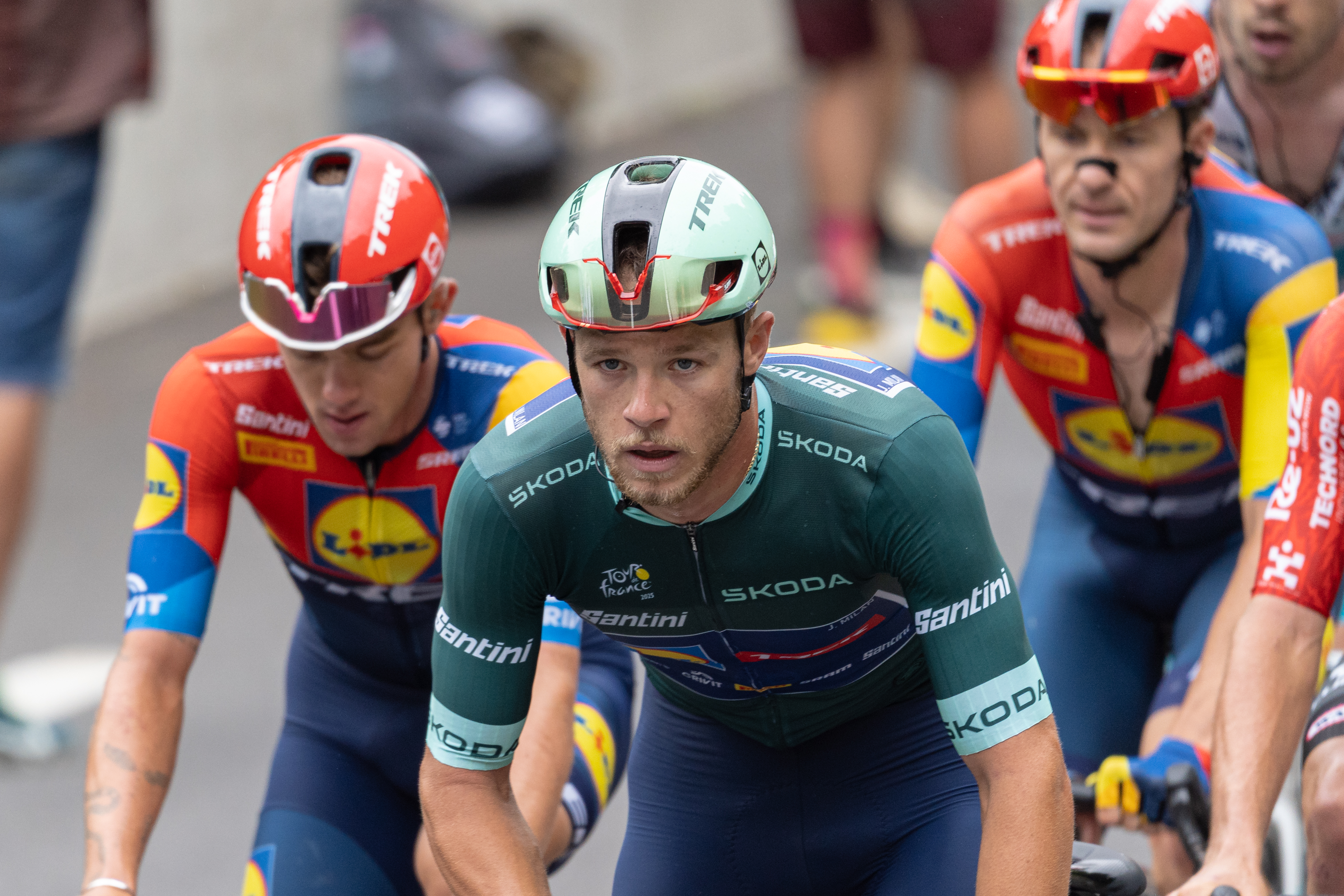
Milan avec le maillot vert du Tour de France 2025.

Il entame la saison 2025 par trois courses à étapes. En plus du contre-la-montre par équipe, il remporte la 5e étape du Tour de la Communauté valencienne à Valence. Au Tour des Émirats arabes unis et sur Tirreno-Adriatico, il gagne chaque fois deux étapes et termine ces deux compétitions avec le gain du classement par points. Lors des classiques flandriennes, en mars, il se classe deuxième derrière Sebastián Molano de la Classic Bruges-La Panne puis monte sur le podium de Gand-Wevelgem. Le 9 juin, il gagne la 2e étape du Critérium du Dauphiné à Issoire et s'empare du maillot jaune qu'il ne peut cependant conserver qu'une seule étape. Le 5 juillet, il prend pour la première fois de sa carrière le départ du Tour de France, pointé parmi les favoris pour l'obtention du maillot vert. Il se classe deuxième de la 3e étape à Dunkerque derrière Tim Merlier et endosse le maillot vert. Il remporte la 8e étape à Laval devant Wout van Aert puis termine deuxième de la 9e étape à Châteauroux, à nouveau derrière Merlier.

## Palmarès sur piste

### Jeux olympiques
- Tokyo 2020
  -  Champion olympique de poursuite par équipes
- Paris 2024
  -  Médaillé de bronze de la poursuite par équipes

### Championnats du monde
| Édition / Épreuve              | Poursuite individuelle | Poursuite par équipes |
| Berlin 2020                    | 4e                     | Bronze                |
| Roubaix 2021                   | Argent                 | Or                    |
| Saint-Quentin-en-Yvelines 2022 | Argent                 | Argent                |
| Glasgow 2023                   | Bronze                 | Argent                |
| Ballerup 2024                  | Or                     |                       |

### Coupe des nations
- 2022
  - 1er de la poursuite par équipes à Cali (avec Davide Plebani, Liam Bertazzo, Michele Scartezzini et Francesco Lamon)
  - 1er de la poursuite à Cali

### Championnats d'Europe
| Édition / Épreuve                 | Kilomètre | Poursuite individuelle | Poursuite par équipes |
| Gand 2019 (espoirs)               |           | 5e                     | 4e                    |
| Apeldoorn 2019                    |           | 10e                    |                       |
| Fiorenzuola d'Arda 2020 (espoirs) |           | 4e                     | Argent                |
| Plovdiv 2020                      | Bronze    | Argent                 | Argent                |
| Granges 2021                      |           | Or                     | 5e                    |
| Granges 2023                      |           | Or                     | Or                    |
| Apeldoorn 2024                    |           |                        | Bronze                |

## Palmarès sur route

### Palmarès amateur
- 2017
  - Circuito di Orsago
- 2018
  - Circuito di Orsago
  - Coppa Montes
  - 1re étape du Giro del Nordest d'Italia
  - 2e du Giro delle Conche
- 2019
  - 3e du Circuit de Cesa
- 2020
  -  Champion d'Italie du contre-la-montre espoirs
  -  Champion d'Italie du contre-la-montre par équipes espoirs
  - Coppa Crono Garofoli Porte
  - 5e étape du Tour d'Italie espoirs
  - 2e du Mémorial Polese
  - 5e du championnat d'Europe du contre-la-montre espoirs

### Palmarès professionnel
- 2022
  - 1re et 2e étapes du Tour de Croatie
- 2023
  - 2e étape du Tour d'Arabie saoudite
  - Tour d'Italie :
    -  Classement par points
    - 2e étape

  - 2e étape du Tour du Guangxi
- 2024
  - 3e étape du Tour de la Communauté valencienne
  - 4e et 7e étapes de Tirreno-Adriatico
  - Tour d'Italie :
    -  Classement par points
    - 4e, 11e et 13e étapes

  - Prologue, 1re et 3e étapes du Tour d'Allemagne
  - 1re et 3e étapes du Renewi Tour
  - 2e de la Cyclassics Hamburg
  - 5e de Gand-Wevelgem
  - 7e d'À travers les Flandres
- 2025
  - 1re (contre-la-montre par équipe) et 5e étapes du Tour de la Communauté valencienne
  - 1re et 4e étapes du Tour des Émirats arabes unis
  - 2e et 7e étapes de Tirreno-Adriatico
  - 2e étape du Critérium du Dauphiné
  - Tour de France :
    -  Classement par points
    - 8e et 17e étapes

  - 2e de la Classic Bruges-La Panne
  - 3e de Gand-Wevelgem

### Résultats sur les grands tours

#### Tour de France
1 participation
- 2025 : 146e,  vainqueur du classement par points, vainqueur des 8e et 17e étapes

#### Tour d'Italie
2 participations
- 2023 : 103e,  vainqueur du classement par points, vainqueur de la 2e étape
- 2024 : 118e,  vainqueur du classement par points, vainqueur des 4e, 11e et 13e étapes

### Classements mondiaux
| Année                                 | 2019  | 2020 | 2021  | 2022 | 2023 | 2024 |
| ------------------------------------- | ----- | ---- | ----- | ---- | ---- | ---- |
| Classement mondial                    | 2446e | 763e | 2123e | 696e | 77e  | 17e  |
| UCI Europe Tour                       | 1563e | 611e | 1441e | 538e | 63e  | 13e  |
|                                       |       |      |       |      |      |      |
| Légende : nc = non classéSource : UCI |       |      |       |      |      |      |

## Distinctions
- Oscar TuttoBici : 2024